# Real Sociedad Gimnástica de Torrelavega
La Real Sociedad Gimnástica de Torrelavega és un club de futbol de la localitat de Torrelavega (Cantàbria).

## Història
El 28 de setembre de 1907 es fundà la Real Sociedad Gimnástica de Torrelavega per iniciativa de Gabino Teira amb la intenció de reunir societats que practicaven diversos esports en una de sola.
El primer partit de futbol de la societat es disputà el 2 d'agost de 1908 enfront del Santander FC. No obstant això, no fou fins al 2 d'octubre de 1921 que disputà el primer partit oficial enfront de la Unión Montañesa, que a més fou el primer partit al seu estadi del Malecón.
La temporada 1928/29, amb el naixement de la lliga espanyola, fou inscrit a la Segona Divisió B, on acabà en quarta posició. L'any 1930 desapareix per problemes econòmics. Un altre club de la ciutat, el CD Torrelavega en pren el relleu. L'any 1943, aquest club canvià de nom adoptant el de l'antiga Real Sociedad Gimnástica de Torrelavega.
La seva temporada més destacada fou el 1949/50, any en què es quedà a un pas de pujar a primera divisió. La temporada 1967/68 fou la darrera en què el club ha jugat a Segona Divisió (a data de 2008).

## Dades del club
- Temporades a Primera Divisió: 0
- Temporades a Segona Divisió: 9 (1928-29, 1939-40, 1949-50 a 1953-54, 1966-67 a 1967-68)
- Temporades a Segona Divisió B: 19 (1987-88, 1990-91 a 1994-95, 1996-97 a 2004-05, 2006-07, 2009-10 a 2012-13)
- Temporades a Tercera Divisió: 45 (1929-30, 1933-34, 1940-41, 1943-44 a 1948-49, 1954-55 a 1965-66, 1968-69 a 1977-78, 1979-80, 1981-82 a 1986-87, 1988-89 a 1989-90, 1995-96, 2005-06, 2007-08, 2008-09, 2013-14 a 2017-18)
- Millor classificació a la Segona divisió: 4t (1949-50)
- Millor classificació a la Copa: vuitens de final (1929, 2001)

## Futbolistes destacats
- Ilxat Faizulin
- Óscar Engonga
- Vicente Engonga
- Javi Venta
- Diego Camacho
- Rubén Palazuelos
- Alberto González
- Mario Bermejo

## Palmarès
- Segona Divisió B (1): 1999-00
- Tercera Divisió (10): 1933-34, 1960-61, 1963-64, 1964-65, 1989-90, 1995-96, 2005-06, 2007-2008, 2008-09, 2013-14, 2016-17.